# Sikorsky S-67 Blackhawk
Sikorsky S-67 Blackhawk був прототипом ударного вертольота який з власної ініціативи у 1970 році побудувала компанія Sikorsky Aircraft. Вертоліт був двомісним з тандемним розташуванням пілотів навколо динамічного приводу і гвинтової системи на базі Sikorsky S-61, він призначався як ударний вертоліт або транспорт для 8 бійців.

## Проектування і розробка

### СППВП та S-66
1 вересня 1964 армія видала запит на пропозиції за програмою системи провідної повітряної вогневої підтримки (СППВП).  Lockheed представив свою конструкцію CL-840, комбінований вертоліт з жорстким ротором.  Sikorsky представив S-66, на якому як хвостовий гвинт було встановлено "Rotorprop", який при зростанні швидкості обертався на 90°, щоб слугувати штовхаючим гвинтом.  S-66 короткі, фіксовані крила і мав турбовальний двигун Lycoming T55 потужністю 3400 к.с. Машина мала швидкість 370 км/год з можливістю розганятися до 460 км/год на короткі періоди.
Армія підписала контракти з Lockheed і Sikorsky на подальші дослідження 19 лютого 1965.  3 листопада 1965 армія визнала переможцем програми СППВП Lockheed. Армія вважала розробку Lockheed менш витратною, з можливістю швидкого випуску і такою яка має менше технічних ризиків ніж Rotorprop Сікорського .

### Розробка S-67
Після призупинення програми системи провідної повітряної вогневої підтримки, Сікорський запропонував озброєну версію SH-3 Sea King (Sikorsky S-61). Після деяких проблем з СППВП, компанія розробила проміжний, швидкісний, ударний вертоліт під назвою Sikorsky S-67 Blackhawk у 1970.  Проєктні роботи над S-67 було розпочато у листопаді 1969 з випуском прототипу у лютому 1970. Вперше у повітря Blackhawk піднявся 20 вересня 1970.
S-67 мав п'ятилопатеві несучий і хвостовий гвинти. Несучий гвинт було взято від S-61, але він був модифікований, було встановлено обтічник втулки, закінцівки лопатей несучого гвинта і спеціальне зчленування "alpha-1" яке було додано до органів управління несучого гвинта для збільшення загальної чуттєвості рискання чим збільшило діапазон рискання. Метні 20° закінцівки лопатей несучого гвинта допомагали подолати явище яке мало назву кратне коливальної доріжки, яке викликало зміну закінцівки доріжки на високих числах Маха. Це дозволило S-67 досягти і утримувати велику крейсерську швидкість. Для зменшення лобового опору, стійки основного шасі прибиралися у крилові спонсони. Вертоліт мав гальма швидкості на крилах які допомагали скинути швидкість або збільшити маневреність.
S-67 мав пересувний дисплей-мапу, органи управління радіостанцією і системи нічного бачення. Озброєння складалося з тактичної збройної турелі (TAT-140) з 30 мм (1,2 дюйм) гарматою і 16 ПТКР TOW, НАР 2,75-дюйма (70 мм) або ракет AIM-9 Sidewinder. Blackhawk мав два двигуни General Electric T58-GE-5 потужністю 1 500 кінських сил вала (1 100 кВт).

## Історія використання

### Оцінювання і рекорди
S-67 Blackhawk, разом з Bell 309 KingCobra, взяв участь у серії льотних випробувань у 1972 для армії США. Жоден з них не було обрано на заміну AH-56 Cheyenne. Натомість, армія вирішила створити нову програму — Сучасний ударний вертоліт, яка привела до появи AH-64 Apache через кілька років.
Під час різних маркетингових турів S-67 виконував різні аеробатичні маневри, в тому числі бочки, перевороти і петлі. S-67 заробив репутацію дуже рівного і чуттєвого у керуванні, не дивлячись на розміри і швидкість.
Під пілотування льотчиків-випробувачів Курта Кенона та Бірона Грехема, S-67 встановив два світових рекорди швидкості класу E-1 14 грудня 1970 пролетівши зі швидкістю 348,97 км/год (217 миля/год) відстань у 3 км і зі швидкістю 355,48 км/год (221 миля/год) відстань від 15 до 25 км 19 грудня 1970. Ці рекорди протрималися 8 років.
У 1974 S-67 отримав 1,1 м гвинт фенестрон замість звичайного хвостового гвинта. S-67 це гвинт пройшов 29 годин льотних випробувань для порівняння зі звичайним гвинтом. У такій конфігурації вертоліт досягнув швидкості у 370 км/год. Оригінальний хвостовий гвинт і вертикальний кіль було повернуто у серпні 1974.

### Аварія і подальше існування
Єдиний прототип S-67 розбився при виконанні пілотажу на малій висоті на авіашоу у Фарнборо у вересні 1974. Під час бочки на малій висоті, ніс виявився надто близько до землі для безпечного виконання маневру. Вертоліт врізався у землю і одразу спалахнув. Льотчик-випробувач Стю Крег загинув від удару, а другий пілот, Курт Кенон, помер від поранень через дев'ять днів.Після цієї аварії розробка  S-67 була припинена.
Армія США надала назву Black Hawk вертольоту Sikorsky UH-60 Black Hawk.

## Льотно-технічні характеристики (S-67 Blackhawk)
Джерело: Illustrated Encyclopedia of Helicopters, Attack Helicopter Evaluation
Основні характеристики
- Екіпаж: 2 (тандемне розташування)
- Пасажиромісткість: до 15 бійців[3]
- Вантажопідйомність: 3600 кг
- Довжина: 22,6 м
- Висота: 4,57 м
- Діаметр несучого гвинта: 18,9 м

- Крило у плані: NACA 0012 Mod
- Маса порожнього: 5681 кг
- Максимальна злітна маса: 11010 кг
- Силова установка: 2 × турбовальний T58-GE-5  1500 кс ( 1100 кВт)
- Повітряний гвинт: 5-лопатевий несучий і хвостовий гвинти

Льотні характеристики
- Практична дальність: 354 км

Озброєння
- Стрілецько-гарматне: 1x 30 мм гармата[3]
- Керовані ракети: ПТКР 16x TOW[3]
- Некеровані ракети: 70 мм НАР[3]